# Medusa (serie de televisión argentina)
Medusa es una próxima serie de televisión por internet de drama policial argentina original de Paramount+. La trama seguirá a un grupo de amigos que sufren la muerte misteriosa de uno de ellos en la playa y serán interrogados por la policía para encontrar al culpable, pero ninguno estará dispuesto a contar toda la verdad. Estará protagonizada por Soledad Villamil, Candela Vetrano, Gastón Dalmau, Violeta Urtizberea, Florencia Dyszel, Félix Santamaría, María Abadi, Moro Anghileri y Juan Ignacio Cané. La serie tiene previsto su estreno en 2025.

## Sinopsis
La historia gira en torno a un grupo de amigos que se van de viaje a un balneario por un fin de semana, donde la más joven de ellos aparecerá muerta en la playa tras haber recibido una apuñalada, por lo cual, intervendrá la inspectora Guerrero quien interrogará a los miembros del grupo y cada uno ofrecerá una versión diferente de lo que sucedió, lo cual hace que todos se conviertan en sospechosos.

## Elenco
- Soledad Villamil como Inspectora Guerrero
- Candela Vetrano
- Gastón Dalmau como Otto
- Violeta Urtizberea
- Florencia Dyszel
- Félix Santamaría
- María Abadi
- Moro Anghileri
- Juan Ignacio Cané
- Joaquín Ferreira
- Martín Slipak
- María Canale
- Facundo Espinosa
- Mora Peretti
- Francisco Donovan
- Valentino Petrilli
- Johanna Chiefo
- Gabriel Goity
- Fabián Arenillas

## Desarrollo

### Producción
En abril del 2018, se informó que Telefe había encargado la grabación del piloto de una futura serie titulada Medusa, cuya premisa era la historia de un grupo de amigos que disfruta de unos días de playa, hasta que una de las chicas muere ahogada en el mar en circunstancias misteriosas. El piloto fue producido por NonStop y protagonizado por Esteban Lamothe, Oriana Sabatini, Soledad Villamil, Jazmín Stuart, Mercedes Oviedo, Benjamín Amadeo, Esteban Meloni, Emilia Claudeville, Cala Zavaleta y William Prociuk. El guion de la serie estuvo a cargo de Bruno Luciani y Martín Méndez, quienes contaron con la colaboración de Paula Manzone y la supervisión de Ezequiel Goldstein. El piloto estuvo bajo la dirección de Luis Barros y las filmaciones tuvieron lugar en Mar Azul, Pinamar, Cariló y Villa Gesell. Una vez finalizado el rodaje, el director y los productores presentaron, en mayo del 2018, el tráiler en el evento LA Screenings en  Los Ángeles, Estados Unidos para conseguir socios internacionales para la producción de la serie en su totalidad, sin embargo, el proyecto quedó estancado.
En mayo del 2021, la idea de la serie resurgió para su producción debido al auge exitoso de las ficciones argentinas en las plataformas y fue anunciada por ViacomCBS como parte de lista de series que conformarían el catálogo de Paramount+ de América Latina. En septiembre de 2021, se anunció que Telefe también emitiría la serie y que Jazmín Stuart estaba en conversaciones para dirigir la producción.

### Rodaje
La fotografía principal de la serie tuvo su inicio el 1 de febrero de 2022 en la Costa Atlántica. En mayo de ese año, concluyeron la grabaciones de la serie.

### Casting
En septiembre del 2021, se confirmó que Soledad Villamil había quedado para el proyecto final y que Candela Vetrano se había unido al elenco principal. En enero del 2022, se anunció que Gastón Dalmau, Violeta Urtizberea, Florencia Dyszel, Félix Santamaría, María Abadi, Moro Anghileri y Juan Ignacio Cané fueron fichados para el reparto protagónico.
En febrero del 2022, Viacom informó la incorporación de Joaquín Ferreira, Martín Slipak, María Canale, Facundo Espinosa, Mora Peretti, Francisco Donovan, Valentino Petrelli y Johanna Chiefo al elenco, el cual también contaría con la participación especial de Gabriel Goity y Fabián Arenillas.